# Rudolf Kippenhahn

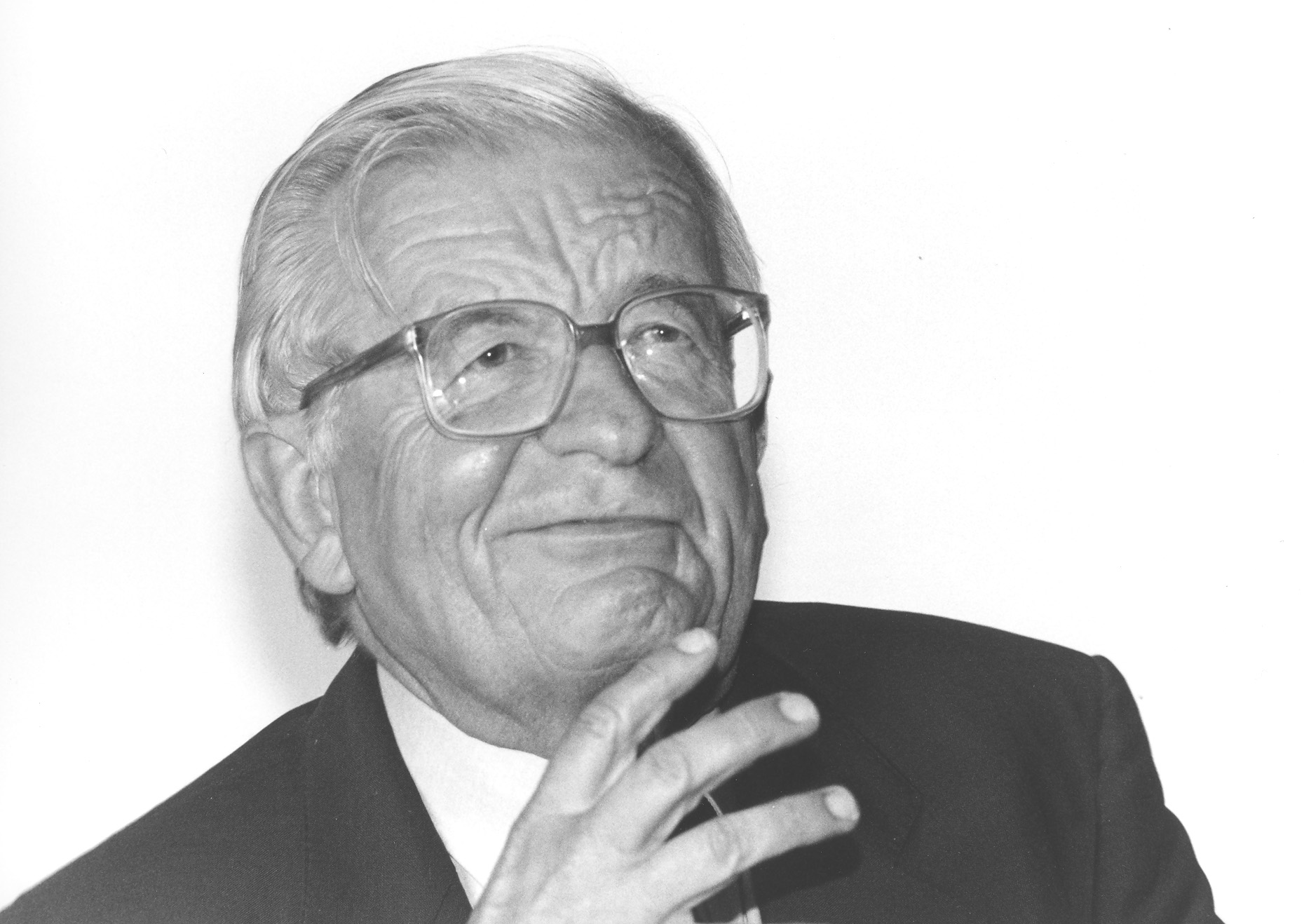
Rudolf Kippenhahn, 1996

Rudolf Kippenhahn (* 24. Mai 1926 in Bärringen, Tschechoslowakei; † 15. November 2020 in Göttingen) war ein deutscher Astrophysiker und Wissenschaftsautor.

## Leben und Werk
Rudolf Kippenhahn erkrankte im Alter von zwei Jahren an Kinderlähmung und war seither behindert. Bereits während seiner Schulzeit interessierte er sich für Astronomie und absolvierte Ferienpraktika in der Sternwarte in Sonneberg unter Cuno Hoffmeister. Nach dem Abitur 1945 studierte er an der Universität Erlangen Physik und Mathematik; 1951 promovierte er dort in Mathematik bei Wilhelm Specht mit dem Thema „Der Wertevorrat einer Matrix“.
In Erlangen gab es damals keine Astronomie-Vorlesungen, so dass er sich autodidaktisch auf diesem Gebiet weiterbildete. Von 1951 bis 1957 führte ihn dann seine erste Anstellung als Assistent an die Bamberger Karl-Remeis-Sternwarte, der damals kleinsten Sternwarte Deutschlands. 1958 habilitierte Kippenhahn sich in Erlangen („Untersuchungen über rotierende Sterne“) und ging an das Max-Planck-Institut für Physik in Göttingen, mit dem er im selben Jahr nach München umzog. Ebenfalls 1958 veröffentlichte er, zusammen mit Stefan Temesváry und Ludwig Biermann eine wegweisende Arbeit zur Sternentwicklung. 1963 wurde er wissenschaftlicher Mitarbeiter am Max-Planck-Institut für Astrophysik unter dessen Gründungsdirektor Ludwig Biermann. Von 1965 bis 1975 war er Professor für Astronomie und Astrophysik in Göttingen und an der dortigen Universitätssternwarte tätig, von 1975 bis 1991 war er als Nachfolger von Biermann Direktor des Max-Planck-Instituts für Astrophysik (MPA) in München, das unter seiner Leitung 1979 nach Garching bei München zog. Seit 1991 war er als freier Schriftsteller in Göttingen tätig. Er hat zahlreiche erfolgreiche populärwissenschaftliche Bücher über Astronomie und andere Themen wie Kryptologie und Atomphysik veröffentlicht und ein Buch über Astronomie für Kinder.
Kippenhahn, der sich anfangs mit Plasmaphysik befasste, war Ende der 1950er-Jahre und in den 1960er-Jahren ein Pionier in der Computersimulation von Sternaufbau und Sternentwicklung. Das nach ihm benannte Kippenhahn-Diagramm erlaubt eine übersichtliche Darstellung zentraler Ergebnisse von Sternsimulationen. In zum Teil mehr als vier Jahrzehnte währenden wissenschaftlichen Zusammenarbeiten – vor allem mit H.C. Thomas, Emmi Hofmeister und Alfred Weigert – schuf er die Grundlagen zum Verständnis der Sternentwicklung, die auch noch Jahrzehnte später als Stand der Technik gelten.
Seit 1970 war er Mitglied der Göttinger Akademie der Wissenschaften, seit 1972 der Leopoldina. Im Jahre 2005 ehrte ihn die Royal Astronomical Society mit der Eddington-Medaille für seine wissenschaftlichen Verdienste um die Berechnung des Sternaufbaus und der Sternentwicklung.
Neben seiner Tätigkeit als Wissenschaftler und Hochschullehrer engagierte sich Kippenhahn auch früh und mit großer Freude bei der Wissensvermittlung an die interessierte Öffentlichkeit. Dies wird nicht zuletzt durch die lange Liste der von ihm verfassten populärwissenschaftlichen Bücher und Zeitschriftenartikel bezeugt sowie durch seine zahlreichen Radiointerviews, Fernsehsendungen und Vorträge. Er war als unterhaltsamer und humorvoller Redner bekannt.
Kippenhahn war auch in der astronomischen Community engagiert. So diente er von 1966 bis 1969 der Astronomischen Gesellschaft als Vorsitzender, im Anschluss drei Jahre als stellvertretender Vorsitzender. Von 1980 bis 1986 war er Vorsitzender des Rats westdeutscher Sternwarten. Zudem war er von 1985 bis 1991 Vizepräsident der Internationalen Astronomischen Union.

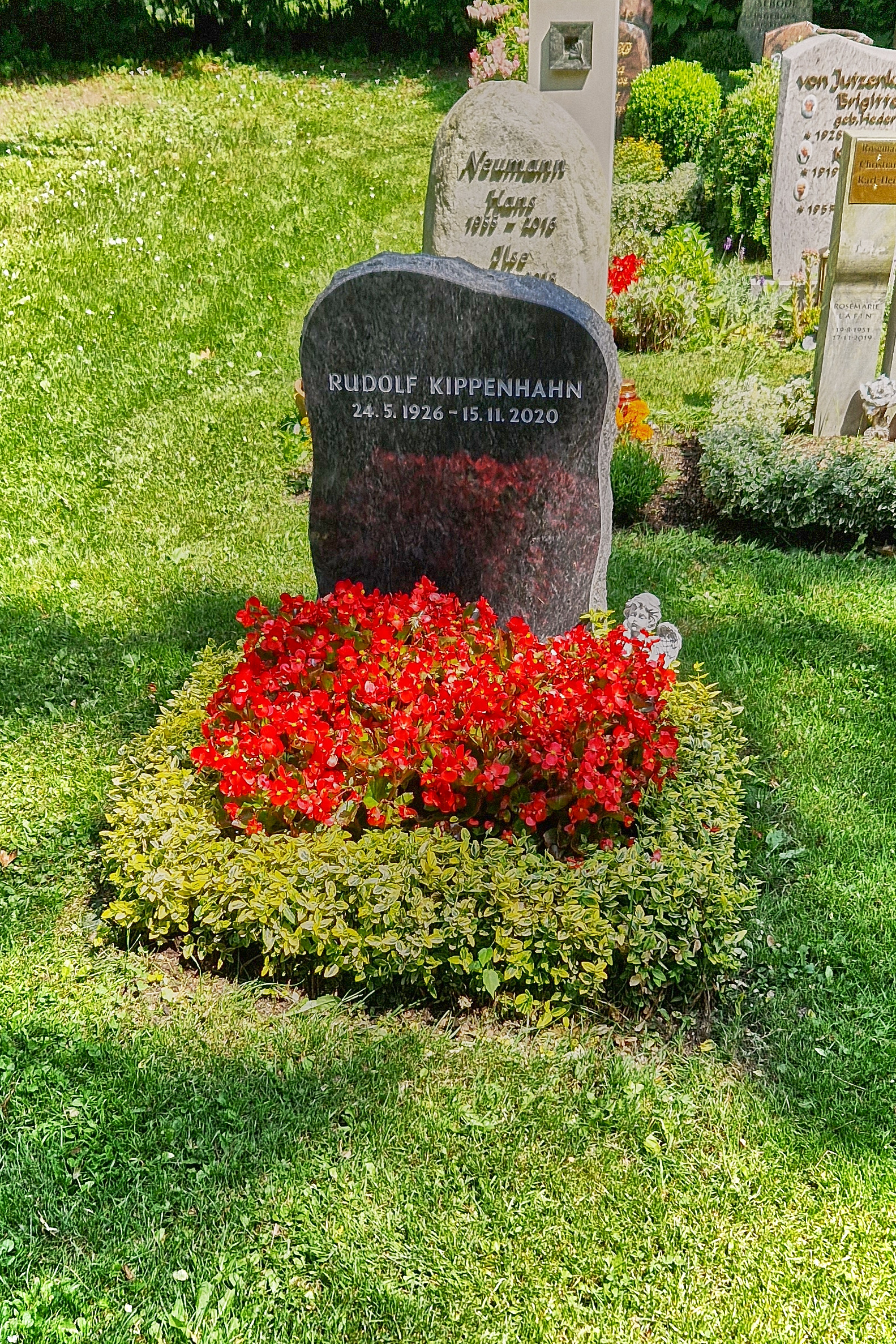
Grabstelle in Göttingen

Von Kippenhahn stammt der berühmte astrologiekritische Ausspruch „Die Sterne lügen nicht – sie schweigen!“.

## Kippenhahn-Preis
Seit 2008 verleiht das Max-Planck-Institut für Astrophysik den von Kippenhahn gestifteten Kippenhahn-Preis für die „beste wissenschaftliche Arbeit eines Studenten am MPA“ aus dem Vorjahr.

## Ehrungen und Auszeichnungen
- 1973: Carus-Medaille der Deutschen Akademie der Naturforscher Leopoldina
- 1974: Carus-Preis der Stadt Schweinfurt
- 1992: Bruno-H.-Bürgel-Preis der Astronomischen Gesellschaft[8]
- 1980: Mitglied der Sudetendeutschen Akademie der Wissenschaften und Künste
- 1984: Verdienstorden der Bundesrepublik Deutschland (Verdienstkreuz 1. Klasse)
- 1986: Lorenz-Oken-Medaille der Gesellschaft Deutscher Naturforscher und Ärzte
- 1991: Namensgeber für den Asteroiden des inneren Hauptgürtels (2947) Kippenhahn[9]
- 1995: Korrespondierendes Mitglied der Österreichischen Akademie der Wissenschaften[10]
- 1996: Medaille für naturwissenschaftliche Publizistik der Deutschen Physikalischen Gesellschaft (DPG)
- 2005: Eddington-Medaille der Royal Astronomical Society
- 2007: Karl-Schwarzschild-Medaille der Astronomischen Gesellschaft.[11]
- 2016: Ehrenmitgliedschaft der Astronomischen Gesellschaft

## Schriften (Auswahl)

### Wissenschaftliche Werke
- mit Alfred Weigert: Stellar Structure and Evolution. Springer-Verlag Berlin, 1990 (2. Auflage mit Achim Weiss 2012). ISBN 3-540-58013-1, ISBN 0-387-58013-1, bibcode:1990sse..book.....K
- mit Claus Moellenhoff: Elementare Plasmaphysik. Bibliographisches Institut Mannheim, 1975, ISBN 3-411-01489-X, bibcode:1975elpl.book.....K
- Light from the depths of time, Springer 1987.

### Populärwissenschaftliche Werke
- Verschlüsselte Botschaften: Geheimschrift, Enigma und digitale Codes, 1997, Rowohlt TB 2012
- Kosmologie: Basics, Piper 2011
- Eins, zwei, drei...unendlich, Piper 2007
- Kippenhahns Sternstunden, Stuttgart: Kosmos 2006
- Kosmologie für die Westentasche, Piper 2003
- Das Geheimnis des großen Bären, Rowohlt TB 2003
- Streng geheim!  Wie man Botschaften verschlüsselt und Zahlencodes knackt, Rowohlt TB 2002
- Amor und der Abstand zur Sonne. Geschichten aus meinem Kosmos, Piper 2001
- mit Wolfram Knapp: Schwarze Sonne, roter Mond. Die Jahrhundertfinsternis, DVA 1999
- mit Andreas Burkert: Die Milchstraße, Beck 1996
- Atom: Forschung zwischen Faszination und Schrecken, Piper 1994
- Abenteuer Weltall, 1991, Deutscher Bücherbund 1992
- Der Stern, von dem wir leben, Stuttgart: DVA 1990
- Unheimliche Welten, Piper 1987
- Licht vom Rande der Welt, DVA 1984
- 100 Milliarden Sonnen, Piper 1980